# Evraz Group
Evraz Group este al doilea mare producător de oțel din Rusia.
În anul 2007, compania a avut vânzări de 8,19 miliarde euro și un profit net de 0,8 milioane euro.
Compania este controlată parțial de miliardarul rus Roman Abramovic.

## Istoric
În decembrie 2007, a Evraz a cumpărat compania ucraineană Dnipropetrovsk, cu activități în domeniul lucrărilor de fier și oțel, precum și un combinat metalurgic separat și trei baterii de cocsificare.
În martie 2008, compania a cumpărat operațiunile din America de Nord ale companiei SSAB, de producție a țevilor din oțel.
SSAB este cel mai mare producător de oțel din Suedia.